# Nový Dvůr (Strážek)
Nový Dvůr (německy Krziminer Hof) je osada v okrese Žďár nad Sázavou v kraji Vysočina. Jde o místní část městysu Strážek. Nový Dvůr se nachází v katastrálním území Meziboří, nedaleko osady Krčma, asi 20 km severozápadně od Tišnova a asi 30 km jihovýchodně od Žďáru nad Sázavou.
V Novém Dvoře je registrováno osm čísel popisných: 5, 6, 7, 8, 9, 10, 11 a 12. Roste zde několik významných stromů.